# Вимпел
Вимпел (на нидерландски: wimpel; на немски: wimpel; на руски: вымпел) или косица e тясно, но много дълго триъгълно знаме, понякога раздвоено в края си и наричано „лястовича опашка“.
Издига се на военни кораби за обозначаване на държавната им принадлежност. Вимпелите за търговските кораби по правило имат друга произволна форма и цвят.
Брейд-вимпел е вид вимпел, който се издига на военните кораби и служи за обозначаване на присъствието на борда на високи военни чинове, а също така обозначава флагмана на флота.